# 天道盟美鷹會
天道盟美鷹會，是臺灣三大犯罪組織之一的天道盟旗下的分會，屬於天鷹會。

## 簡介
美鷹會為天道盟天鷹會位於美國華盛頓的分會（聯盟），在台灣的活動範圍以台北一帶為主。1990年內政部警政署「迅雷安全掃黑行動」（二清專案），認定天道盟是非法黑幫組織。天道盟高層紛紛潛逃美國，數年後高層人士結合美國在地「華青幫」，並吸收在美國以台灣人為主的「台灣兄弟幫」所組成。曾經是該會的知名殺手王鑫（原紐約東安幫(東安會社)）被懷疑犯下四海幫幫主陳永和（綽號「大寶」）命案的主嫌,美鷹會否認此事。另外，該會也是天道盟海外的「軍火庫」；曾在2002年被查獲該會提供之槍械，其中包含中空彈。

## 高層幹部
- 王鑫（67歲/2021）：謂之美鷹會精神領袖，不過以一心會自居[3][4]（綽號 王老闆、殺手教父）目前遭美國通緝。[5]
- 前會長：劉培禮（綽號「大李」）
  - 劉O義（綽號「大螞蟻」；麥克的表哥）
- 王建翔（北市土方公會理事長；綽號「毛毛蟲」）[5]
- 劉宗銘[6]
- 李冠緯(王鑫前司機)[6]
- 邱澤（雙北暴力討債、三重四季餐廳槍擊案）

- 藍朝福（綽號「阿福」前海盜幫成員）曾與藝人金剛在台北市某酒店發生衝突開槍

- 穆大偉 （綽號「大偉」前海盜幫成員）

- 姚仁國 （綽號「夭狗」前海盜幫成員）

- 林冠宏 （綽號「調皮」前海盜幫成員）

- 張俊偉 （綽號「小偉」前海盜幫成員）

美鷹會前身為北市三張犁四四南村之海盜幫，海盜幫成員併入美鷹會後，專營地下天九職業賭場為主，由姚仁國綽號「夭狗」及左右手「調皮」、「小偉」各自帶領上百名幫內兄弟活躍於雙北、桃園及基隆等地區進行勢力範圍擴張等相關活動°

## 組織成員
- 李灝：屬天道盟美鷹會外圍系統。屬於美國華青幫分支美鷹會。
- 陳天峻：美鷹會美國分會成員，亦屬於美國華裔幫派華青幫的成員。由天道盟吸收的華青幫成員成立美鷹會。在組織擔任槍隻、彈藥的補給的角色，有『海外軍火庫』的稱號。由進口槍支起家、在美國經營正當生意。

## 組織派系
組織分三大派系，成員大多數是ABC華僑。
- 洪X鋒；美國ABC華僑，因在美國槍擊案件來臺。
- 馮X華；美國LA洛杉磯ABC華僑，從LA洛杉磯來臺。
- 賴X銘；美國ABC華僑來臺，有槍擊案在身。

## 參閱
- 竹聯幫寶和會
- 台北市土方公會
- 血酬定律：中國歷史中的生存遊戲

## 外部連結
- 美鷹會王鑫 （页面存档备份，存于）
- 刑事局荷槍突襲攻堅 （页面存档备份，存于）